# Crematogaster coarctata
Crematogaster coarctata är en myrart som beskrevs av Mayr 1870. Crematogaster coarctata ingår i släktet Crematogaster och familjen myror. Inga underarter finns listade i Catalogue of Life.

## Bildgalleri

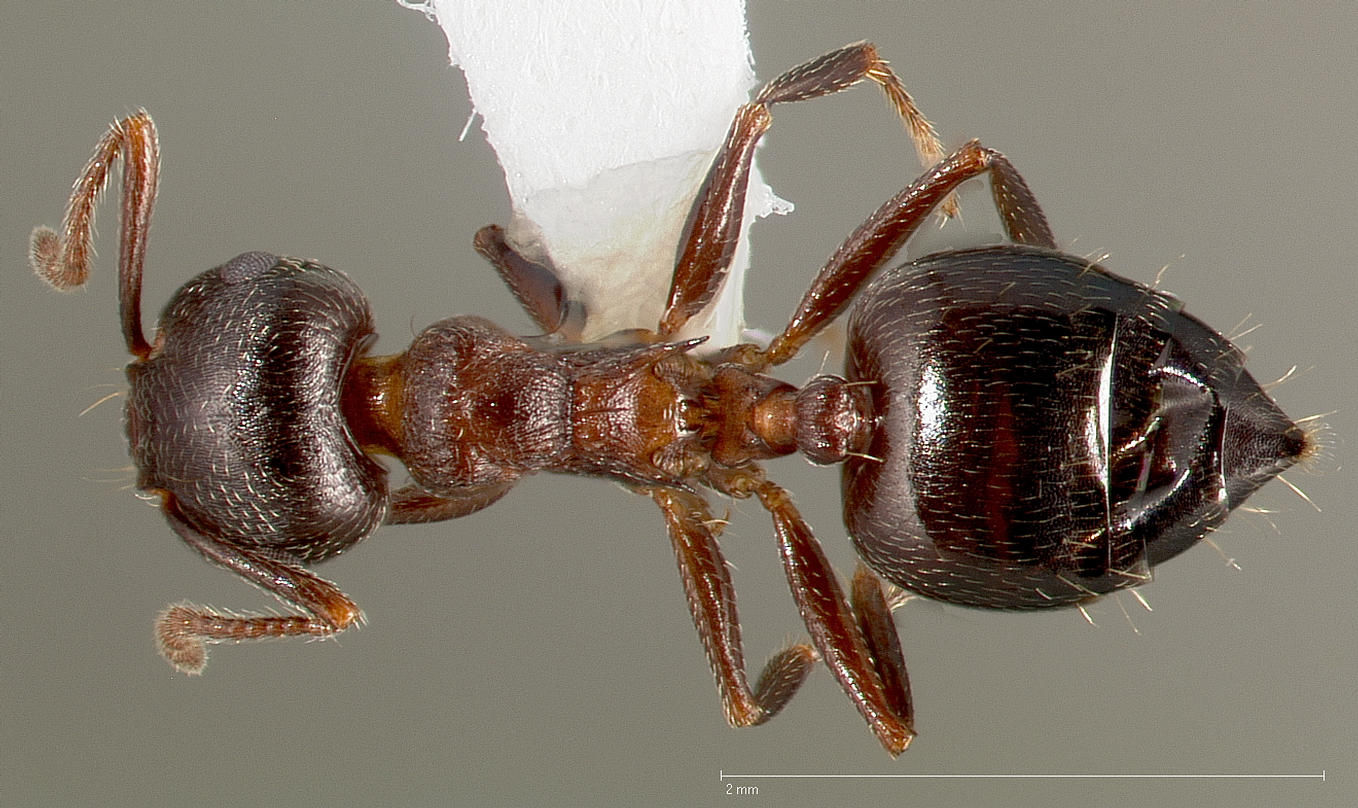
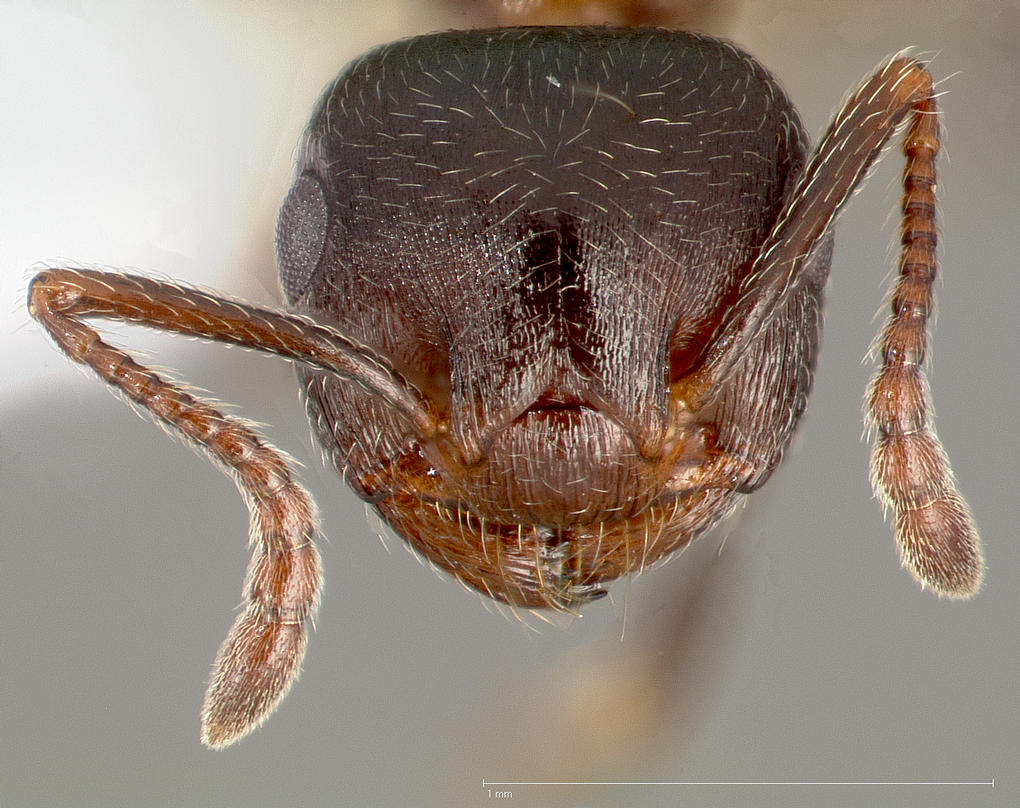
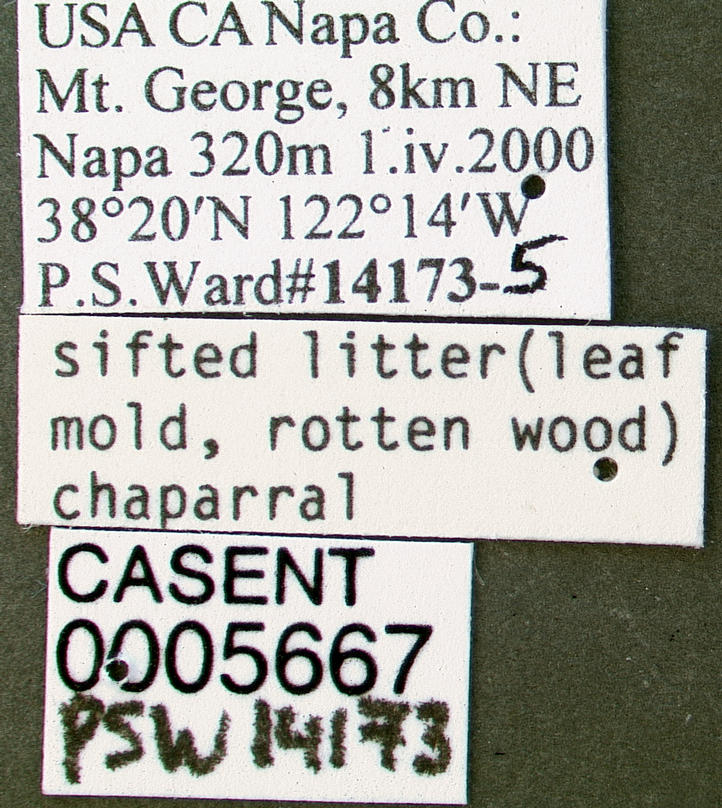
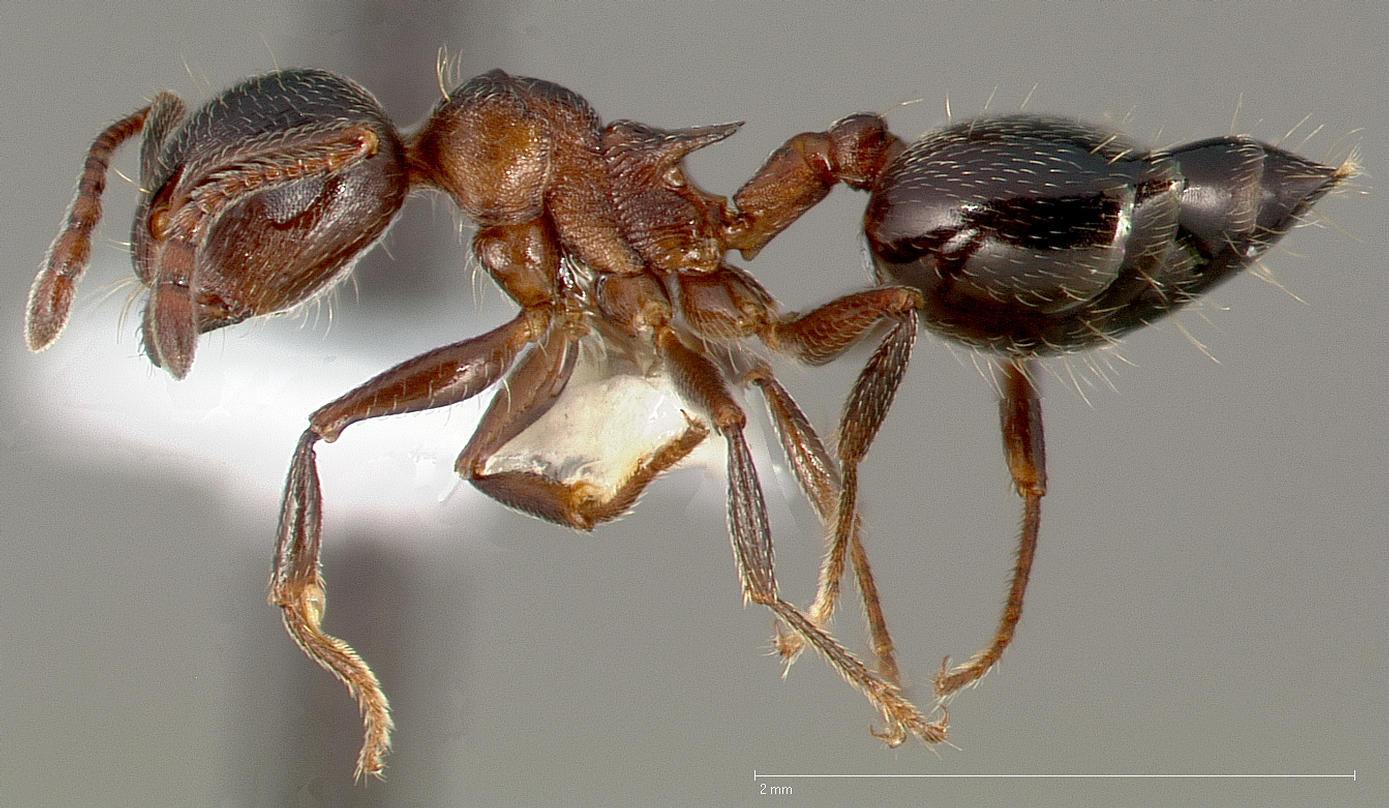